# 八王の乱
八王の乱（はちおうのらん）は、中国の王朝晋（西晋）の滅亡のきっかけを作った皇族同士の内乱である。西晋は三国時代に終止符を打って全土を統一したが、その平穏はわずか数十年で崩れ去った。この後、中国は隋が統一するまでのおよそ300年にわたり、再び動乱の時代を迎える事となる。

## 八王
- 『晋書』本紀巻1～10、列伝巻7・8・29・44・68・69による
- 太字は皇帝（追贈含む）、数字は即位順。
- 灰網掛けは八王の乱にて殺害された人物。

|                 |                 |                 |                 |                 |                 |  |  |                 |                 |                 |                 |                 |                 |  |  |                 |                 |                 |                 |                 |                 |  |  |               |               |               |               |               |               |  |  | 舞陽侯 司馬防 |               |               |               |               |               |  |  |               |               |               |               |               |               |  |  |                |                |                |                |                |                |  |  |                |                |                |                |                |                |  |  |                 |                 |                 |                 |                 |                 |  |  |               |               |               |               |               |               |  |  |  |  |  |  |  |  |  |  |  |  |  |  |  |  |  |  |  |  |  |  |  |  |  |  |  |  |  |  |  |  |  |  |  |  |  |  |  |  |  |  |  |  |  |  |  |  |  |  |
|                 |                 |                 |                 |                 |                 |  |  |                 |                 |                 |                 |                 |                 |  |  |                 |                 |                 |                 |                 |                 |  |  |               |               |               |               |               |               |  |  |               |               |               |               |               |               |  |  |               |               |               |               |               |               |  |  |                |                |                |                |                |                |  |  |                |                |                |                |                |                |  |  |                 |                 |                 |                 |                 |                 |  |  |               |               |               |               |               |               |  |  |  |  |  |  |  |  |  |  |  |  |  |  |  |  |  |  |  |  |  |  |  |  |  |  |  |  |  |  |  |  |  |  |  |  |  |  |  |  |  |  |  |  |  |  |  |  |  |  |
|                 |                 |                 |                 |                 |                 |  |  |                 |                 |                 |                 |                 |                 |  |  |                 |                 |                 |                 |                 |                 |  |  |               |               |               |               |               |               |  |  |               |               |               |               |               |               |  |  |               |               |               |               |               |               |  |  |                |                |                |                |                |                |  |  |                |                |                |                |                |                |  |  |                 |                 |                 |                 |                 |                 |  |  |               |               |               |               |               |               |  |  |  |  |  |  |  |  |  |  |  |  |  |  |  |  |  |  |  |  |  |  |  |  |  |  |  |  |  |  |  |  |  |  |  |  |  |  |  |  |  |  |  |  |  |  |  |  |  |  |
|                 |                 |                 |                 |                 |                 |  |  |                 |                 |                 |                 |                 |                 |  |  | (追)宣帝 司馬懿 | (追)宣帝 司馬懿 | (追)宣帝 司馬懿 | (追)宣帝 司馬懿 | (追)宣帝 司馬懿 | (追)宣帝 司馬懿 |  |  |               |               |               |               |               |               |  |  |               |               |               |               |               |               |  |  |               |               |               |               |               |               |  |  | 安平王 司馬孚  | 安平王 司馬孚  | 安平王 司馬孚  | 安平王 司馬孚  | 安平王 司馬孚  | 安平王 司馬孚  |  |  |                |                |                |                |                |                |  |  | 東武城侯 司馬馗 | 東武城侯 司馬馗 | 東武城侯 司馬馗 | 東武城侯 司馬馗 | 東武城侯 司馬馗 | 東武城侯 司馬馗 |  |  |               |               |               |               |               |               |  |  |  |  |  |  |  |  |  |  |  |  |  |  |  |  |  |  |  |  |  |  |  |  |  |  |  |  |  |  |  |  |  |  |  |  |  |  |  |  |  |  |  |  |  |  |  |  |  |  |
|                 |                 |                 |                 |                 |                 |  |  |                 |                 |                 |                 |                 |                 |  |  | (追)宣帝 司馬懿 | (追)宣帝 司馬懿 | (追)宣帝 司馬懿 | (追)宣帝 司馬懿 | (追)宣帝 司馬懿 | (追)宣帝 司馬懿 |  |  |               |               |               |               |               |               |  |  |               |               |               |               |               |               |  |  |               |               |               |               |               |               |  |  | 安平王 司馬孚  | 安平王 司馬孚  | 安平王 司馬孚  | 安平王 司馬孚  | 安平王 司馬孚  | 安平王 司馬孚  |  |  |                |                |                |                |                |                |  |  | 東武城侯 司馬馗 | 東武城侯 司馬馗 | 東武城侯 司馬馗 | 東武城侯 司馬馗 | 東武城侯 司馬馗 | 東武城侯 司馬馗 |  |  |               |               |               |               |               |               |  |  |  |  |  |  |  |  |  |  |  |  |  |  |  |  |  |  |  |  |  |  |  |  |  |  |  |  |  |  |  |  |  |  |  |  |  |  |  |  |  |  |  |  |  |  |  |  |  |  |
|                 |                 |                 |                 |                 |                 |  |  |                 |                 |                 |                 |                 |                 |  |  |                 |                 |                 |                 |                 |                 |  |  |               |               |               |               |               |               |  |  |               |               |               |               |               |               |  |  |               |               |               |               |               |               |  |  |                |                |                |                |                |                |  |  |                |                |                |                |                |                |  |  |                 |                 |                 |                 |                 |                 |  |  |               |               |               |               |               |               |  |  |  |  |  |  |  |  |  |  |  |  |  |  |  |  |  |  |  |  |  |  |  |  |  |  |  |  |  |  |  |  |  |  |  |  |  |  |  |  |  |  |  |  |  |  |  |  |  |  |
| (追)景帝 司馬師 | (追)景帝 司馬師 | (追)景帝 司馬師 | (追)景帝 司馬師 | (追)景帝 司馬師 | (追)景帝 司馬師 |  |  | (追)文帝 司馬昭 | (追)文帝 司馬昭 | (追)文帝 司馬昭 | (追)文帝 司馬昭 | (追)文帝 司馬昭 | (追)文帝 司馬昭 |  |  | 汝南王 司馬亮   | 汝南王 司馬亮   | 汝南王 司馬亮   | 汝南王 司馬亮   | 汝南王 司馬亮   | 汝南王 司馬亮   |  |  | 琅邪王 司馬伷 | 琅邪王 司馬伷 | 琅邪王 司馬伷 | 琅邪王 司馬伷 | 琅邪王 司馬伷 | 琅邪王 司馬伷 |  |  | 梁王 司馬肜   | 梁王 司馬肜   | 梁王 司馬肜   | 梁王 司馬肜   | 梁王 司馬肜   | 梁王 司馬肜   |  |  | 趙王 司馬倫   | 趙王 司馬倫   | 趙王 司馬倫   | 趙王 司馬倫   | 趙王 司馬倫   | 趙王 司馬倫   |  |  | 太原王 司馬瓌  | 太原王 司馬瓌  | 太原王 司馬瓌  | 太原王 司馬瓌  | 太原王 司馬瓌  | 太原王 司馬瓌  |  |  |                |                |                |                |                |                |  |  | 高密王 司馬泰   | 高密王 司馬泰   | 高密王 司馬泰   | 高密王 司馬泰   | 高密王 司馬泰   | 高密王 司馬泰   |  |  |               |               |               |               |               |               |  |  |  |  |  |  |  |  |  |  |  |  |  |  |  |  |  |  |  |  |  |  |  |  |  |  |  |  |  |  |  |  |  |  |  |  |  |  |  |  |  |  |  |  |  |  |  |  |  |  |
| (追)景帝 司馬師 | (追)景帝 司馬師 | (追)景帝 司馬師 | (追)景帝 司馬師 | (追)景帝 司馬師 | (追)景帝 司馬師 |  |  | (追)文帝 司馬昭 | (追)文帝 司馬昭 | (追)文帝 司馬昭 | (追)文帝 司馬昭 | (追)文帝 司馬昭 | (追)文帝 司馬昭 |  |  | 汝南王 司馬亮   | 汝南王 司馬亮   | 汝南王 司馬亮   | 汝南王 司馬亮   | 汝南王 司馬亮   | 汝南王 司馬亮   |  |  | 琅邪王 司馬伷 | 琅邪王 司馬伷 | 琅邪王 司馬伷 | 琅邪王 司馬伷 | 琅邪王 司馬伷 | 琅邪王 司馬伷 |  |  | 梁王 司馬肜   | 梁王 司馬肜   | 梁王 司馬肜   | 梁王 司馬肜   | 梁王 司馬肜   | 梁王 司馬肜   |  |  | 趙王 司馬倫   | 趙王 司馬倫   | 趙王 司馬倫   | 趙王 司馬倫   | 趙王 司馬倫   | 趙王 司馬倫   |  |  | 太原王 司馬瓌  | 太原王 司馬瓌  | 太原王 司馬瓌  | 太原王 司馬瓌  | 太原王 司馬瓌  | 太原王 司馬瓌  |  |  |                |                |                |                |                |                |  |  | 高密王 司馬泰   | 高密王 司馬泰   | 高密王 司馬泰   | 高密王 司馬泰   | 高密王 司馬泰   | 高密王 司馬泰   |  |  |               |               |               |               |               |               |  |  |  |  |  |  |  |  |  |  |  |  |  |  |  |  |  |  |  |  |  |  |  |  |  |  |  |  |  |  |  |  |  |  |  |  |  |  |  |  |  |  |  |  |  |  |  |  |  |  |
|                 |                 |                 |                 |                 |                 |  |  |                 |                 |                 |                 |                 |                 |  |  |                 |                 |                 |                 |                 |                 |  |  |               |               |               |               |               |               |  |  |               |               |               |               |               |               |  |  |               |               |               |               |               |               |  |  |                |                |                |                |                |                |  |  |                |                |                |                |                |                |  |  |                 |                 |                 |                 |                 |                 |  |  |               |               |               |               |               |               |  |  |  |  |  |  |  |  |  |  |  |  |  |  |  |  |  |  |  |  |  |  |  |  |  |  |  |  |  |  |  |  |  |  |  |  |  |  |  |  |  |  |  |  |  |  |  |  |  |  |
| 斉王 司馬攸     | 斉王 司馬攸     | 斉王 司馬攸     | 斉王 司馬攸     | 斉王 司馬攸     | 斉王 司馬攸     |  |  | (1)武帝 司馬炎  | (1)武帝 司馬炎  | (1)武帝 司馬炎  | (1)武帝 司馬炎  | (1)武帝 司馬炎  | (1)武帝 司馬炎  |  |  |                 |                 |                 |                 |                 |                 |  |  | 琅邪王 司馬覲 | 琅邪王 司馬覲 | 琅邪王 司馬覲 | 琅邪王 司馬覲 | 琅邪王 司馬覲 | 琅邪王 司馬覲 |  |  |               |               |               |               |               |               |  |  |               |               |               |               |               |               |  |  | 河間王 司馬顒  | 河間王 司馬顒  | 河間王 司馬顒  | 河間王 司馬顒  | 河間王 司馬顒  | 河間王 司馬顒  |  |  | 東海王 司馬越  | 東海王 司馬越  | 東海王 司馬越  | 東海王 司馬越  | 東海王 司馬越  | 東海王 司馬越  |  |  | 新蔡王 司馬騰   | 新蔡王 司馬騰   | 新蔡王 司馬騰   | 新蔡王 司馬騰   | 新蔡王 司馬騰   | 新蔡王 司馬騰   |  |  | 南陽王 司馬模 | 南陽王 司馬模 | 南陽王 司馬模 | 南陽王 司馬模 | 南陽王 司馬模 | 南陽王 司馬模 |  |  |  |  |  |  |  |  |  |  |  |  |  |  |  |  |  |  |  |  |  |  |  |  |  |  |  |  |  |  |  |  |  |  |  |  |  |  |  |  |  |  |  |  |  |  |  |  |  |  |
| 斉王 司馬攸     | 斉王 司馬攸     | 斉王 司馬攸     | 斉王 司馬攸     | 斉王 司馬攸     | 斉王 司馬攸     |  |  | (1)武帝 司馬炎  | (1)武帝 司馬炎  | (1)武帝 司馬炎  | (1)武帝 司馬炎  | (1)武帝 司馬炎  | (1)武帝 司馬炎  |  |  |                 |                 |                 |                 |                 |                 |  |  | 琅邪王 司馬覲 | 琅邪王 司馬覲 | 琅邪王 司馬覲 | 琅邪王 司馬覲 | 琅邪王 司馬覲 | 琅邪王 司馬覲 |  |  |               |               |               |               |               |               |  |  |               |               |               |               |               |               |  |  | 河間王 司馬顒  | 河間王 司馬顒  | 河間王 司馬顒  | 河間王 司馬顒  | 河間王 司馬顒  | 河間王 司馬顒  |  |  | 東海王 司馬越  | 東海王 司馬越  | 東海王 司馬越  | 東海王 司馬越  | 東海王 司馬越  | 東海王 司馬越  |  |  | 新蔡王 司馬騰   | 新蔡王 司馬騰   | 新蔡王 司馬騰   | 新蔡王 司馬騰   | 新蔡王 司馬騰   | 新蔡王 司馬騰   |  |  | 南陽王 司馬模 | 南陽王 司馬模 | 南陽王 司馬模 | 南陽王 司馬模 | 南陽王 司馬模 | 南陽王 司馬模 |  |  |  |  |  |  |  |  |  |  |  |  |  |  |  |  |  |  |  |  |  |  |  |  |  |  |  |  |  |  |  |  |  |  |  |  |  |  |  |  |  |  |  |  |  |  |  |  |  |  |
|                 |                 |                 |                 |                 |                 |  |  |                 |                 |                 |                 |                 |                 |  |  |                 |                 |                 |                 |                 |                 |  |  |               |               |               |               |               |               |  |  |               |               |               |               |               |               |  |  |               |               |               |               |               |               |  |  |                |                |                |                |                |                |  |  |                |                |                |                |                |                |  |  |                 |                 |                 |                 |                 |                 |  |  |               |               |               |               |               |               |  |  |  |  |  |  |  |  |  |  |  |  |  |  |  |  |  |  |  |  |  |  |  |  |  |  |  |  |  |  |  |  |  |  |  |  |  |  |  |  |  |  |  |  |  |  |  |  |  |  |
| 斉王 司馬冏     | 斉王 司馬冏     | 斉王 司馬冏     | 斉王 司馬冏     | 斉王 司馬冏     | 斉王 司馬冏     |  |  | (2)恵帝 司馬衷  | (2)恵帝 司馬衷  | (2)恵帝 司馬衷  | (2)恵帝 司馬衷  | (2)恵帝 司馬衷  | (2)恵帝 司馬衷  |  |  | 楚王 司馬瑋     | 楚王 司馬瑋     | 楚王 司馬瑋     | 楚王 司馬瑋     | 楚王 司馬瑋     | 楚王 司馬瑋     |  |  | 淮南王 司馬允 | 淮南王 司馬允 | 淮南王 司馬允 | 淮南王 司馬允 | 淮南王 司馬允 | 淮南王 司馬允 |  |  | 長沙王 司馬乂 | 長沙王 司馬乂 | 長沙王 司馬乂 | 長沙王 司馬乂 | 長沙王 司馬乂 | 長沙王 司馬乂 |  |  | 成都王 司馬穎 | 成都王 司馬穎 | 成都王 司馬穎 | 成都王 司馬穎 | 成都王 司馬穎 | 成都王 司馬穎 |  |  | (3)懐帝 司馬熾 | (3)懐帝 司馬熾 | (3)懐帝 司馬熾 | (3)懐帝 司馬熾 | (3)懐帝 司馬熾 | (3)懐帝 司馬熾 |  |  | 呉王 司馬晏    | 呉王 司馬晏    | 呉王 司馬晏    | 呉王 司馬晏    | 呉王 司馬晏    | 呉王 司馬晏    |  |  |                 |                 |                 |                 |                 |                 |  |  | 南陽王 司馬保 | 南陽王 司馬保 | 南陽王 司馬保 | 南陽王 司馬保 | 南陽王 司馬保 | 南陽王 司馬保 |  |  |  |  |  |  |  |  |  |  |  |  |  |  |  |  |  |  |  |  |  |  |  |  |  |  |  |  |  |  |  |  |  |  |  |  |  |  |  |  |  |  |  |  |  |  |  |  |  |  |
| 斉王 司馬冏     | 斉王 司馬冏     | 斉王 司馬冏     | 斉王 司馬冏     | 斉王 司馬冏     | 斉王 司馬冏     |  |  | (2)恵帝 司馬衷  | (2)恵帝 司馬衷  | (2)恵帝 司馬衷  | (2)恵帝 司馬衷  | (2)恵帝 司馬衷  | (2)恵帝 司馬衷  |  |  | 楚王 司馬瑋     | 楚王 司馬瑋     | 楚王 司馬瑋     | 楚王 司馬瑋     | 楚王 司馬瑋     | 楚王 司馬瑋     |  |  | 淮南王 司馬允 | 淮南王 司馬允 | 淮南王 司馬允 | 淮南王 司馬允 | 淮南王 司馬允 | 淮南王 司馬允 |  |  | 長沙王 司馬乂 | 長沙王 司馬乂 | 長沙王 司馬乂 | 長沙王 司馬乂 | 長沙王 司馬乂 | 長沙王 司馬乂 |  |  | 成都王 司馬穎 | 成都王 司馬穎 | 成都王 司馬穎 | 成都王 司馬穎 | 成都王 司馬穎 | 成都王 司馬穎 |  |  | (3)懐帝 司馬熾 | (3)懐帝 司馬熾 | (3)懐帝 司馬熾 | (3)懐帝 司馬熾 | (3)懐帝 司馬熾 | (3)懐帝 司馬熾 |  |  | 呉王 司馬晏    | 呉王 司馬晏    | 呉王 司馬晏    | 呉王 司馬晏    | 呉王 司馬晏    | 呉王 司馬晏    |  |  |                 |                 |                 |                 |                 |                 |  |  | 南陽王 司馬保 | 南陽王 司馬保 | 南陽王 司馬保 | 南陽王 司馬保 | 南陽王 司馬保 | 南陽王 司馬保 |  |  |  |  |  |  |  |  |  |  |  |  |  |  |  |  |  |  |  |  |  |  |  |  |  |  |  |  |  |  |  |  |  |  |  |  |  |  |  |  |  |  |  |  |  |  |  |  |  |  |
|                 |                 |                 |                 |                 |                 |  |  | 愍懐太子 司馬遹 | 愍懐太子 司馬遹 | 愍懐太子 司馬遹 | 愍懐太子 司馬遹 | 愍懐太子 司馬遹 | 愍懐太子 司馬遹 |  |  |                 |                 |                 |                 |                 |                 |  |  |               |               |               |               |               |               |  |  |               |               |               |               |               |               |  |  |               |               |               |               |               |               |  |  |                |                |                |                |                |                |  |  | (4)愍帝 司馬鄴 | (4)愍帝 司馬鄴 | (4)愍帝 司馬鄴 | (4)愍帝 司馬鄴 | (4)愍帝 司馬鄴 | (4)愍帝 司馬鄴 |  |  |                 |                 |                 |                 |                 |                 |  |  |               |               |               |               |               |               |  |  |  |  |  |  |  |  |  |  |  |  |  |  |  |  |  |  |  |  |  |  |  |  |  |  |  |  |  |  |  |  |  |  |  |  |  |  |  |  |  |  |  |  |  |  |  |  |  |  |

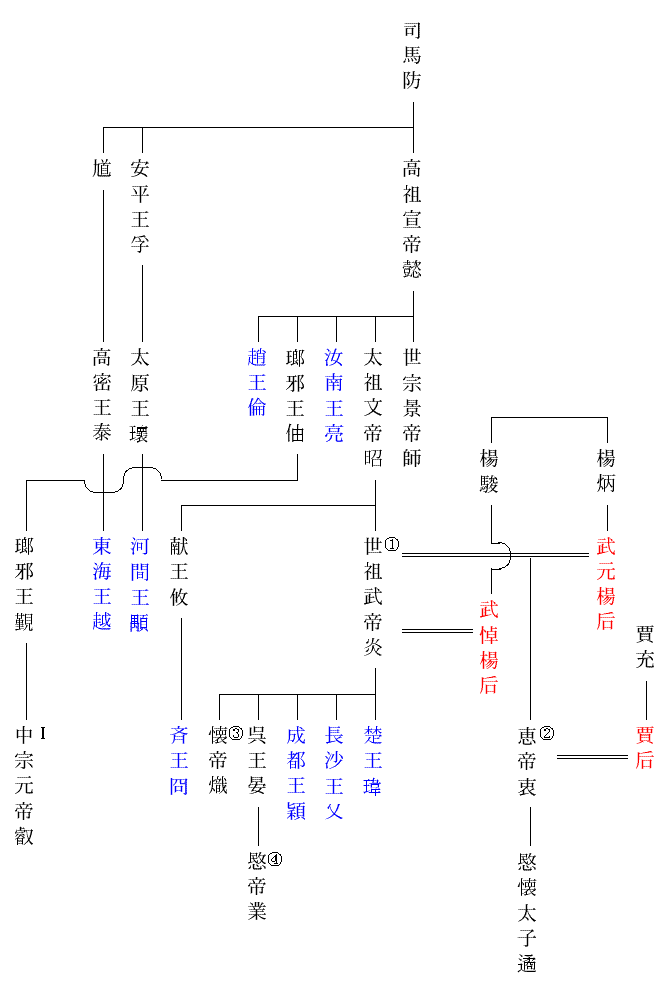
八王の乱関係系図。青字は八王、赤字は女性を示す。また、丸囲み数字は西晋の即位順で、ローマ数字は東晋の即位順である。

- 汝南王司馬亮（？～291）：司馬懿の三男。司馬師や司馬昭の異母弟。
- 楚王司馬瑋（271～291）：司馬炎の六男。恵帝の異母弟。
- 趙王司馬倫（？～301）：司馬懿の九男。司馬亮の異母弟。
- 斉王司馬冏（？～302）：司馬炎の同母弟の司馬攸の子。
- 長沙王司馬乂（277～304）：司馬炎の十七男。司馬瑋の同母弟。
- 成都王司馬穎（279～306）：司馬炎の十九男。司馬乂の異母弟。
- 河間王司馬顒（？～306）：司馬懿の弟の司馬孚の孫。
- 東海王司馬越（？～311）：司馬懿の弟の司馬馗の孫。

なお、「八王」の称は、成都王司馬穎に仕えた盧綝（盧志の甥）が著した『八王故事』（現在は散逸）に由来すると言う。

## 前史

### 前史
前漢の時代、初期には旧六国の末裔や功臣などを諸侯王に配し、続いて彼らを排除して皇帝の一族（宗室・皇族）を諸侯王とする政策を採る。ところが呉楚七国の乱を契機として宗室抑制政策が採られ、諸侯王は領国において中央が派遣した国相（後漢）・監国謁者（魏）などの厳重な監視下に置かれ、その政策は後漢・魏において強化された。
魏の末期、兄の司馬師の後を継いで晋王の地位に就いた司馬昭は、自己の一族を各地に封じて魏までの幽閉同様の待遇を大幅に向上させた。さらに彼らを都督に任じて要地に駐屯させ、呉や北方民族に対抗するための軍権の一部を授けた。都督は魏の時代にも置かれていたが、強力な軍権ゆえに王淩や毌丘倹・諸葛誕のように司馬氏に対して叛旗を翻す者が相次いだ。反面、司馬氏も司馬懿が都督として蜀の諸葛亮の北伐を防いだことで権力掌握のきっかけを築いた地位でもあった。そのため、晋では都督に一族を任じることでその反乱を防ぎ、かつ呉や北方民族に備えようとしたのである。だが、一族に軍権を与えた事が、八王の乱を招くきっかけとなったのであった。

## 八王の乱の経過

### 発端
武帝は呉の平定以降、天下統一を成し遂げた事に安心し、次第に政務を蔑ろにして酒色に溺れるようになり、皇后楊芷の父である楊駿が代わって政務を取り仕切るようになった。彼は自らを支持する者を取り立てて多くの旧臣を遠ざけ、弟の楊珧と楊済と共に権勢をほしいままにするようになり、彼らは天下三楊と呼ばれた。楊珧と楊済はかねてより声望があって才能も有ったが、楊駿には何の才能も無くただ外戚という理由だけで権力を握っていたので、官僚からは忌み嫌われていた。
太康10年（289年）11月、武帝が病に倒れると、死を悟った彼は楊駿と大叔父である汝南王司馬亮の二人に後事を託そうと考えたが、楊芷は武帝の遺詔を楊駿一人に全てを託すという内容に書き換えた。太熙元年（290年）3月に武帝が崩御して皇太子司馬衷（恵帝）が即位すると、楊駿の権勢はさらに増し、遂には皇宮に住むまでになった。しかし朝廷では失政を繰り返し、多くの忠臣の諫めにも耳を貸さなかったので、内外から怨嗟の声が集まるようになった。

### 1．291年3月：楊駿殺害
恵帝の皇后賈南風は陰険で策謀を好む人物であり、かねてより朝廷で好き勝手に振る舞う楊駿の存在を非常に疎ましく思っていた。また、もともと楊駿の娘である皇太后楊芷とも折り合いが悪かった。その為、彼女は楊氏一派の誅殺を決断し、側近の宦官董猛・殿中中郎孟観・李肇と結託して政変の計画を進め、さらに荊州にいる楚王司馬瑋を呼び寄せて仲間に引き入れた。
永平元年（291年）3月、孟観と李肇は恵帝の下へ赴いて楊駿の謀反を訴えると共に、詔を作り上げて楊駿の罪をでっち上げ、宮中の兵に楊駿捕縛を命じた。楊駿は異変を知ると馬厩に逃亡するも殺され、楊氏は三族皆殺しとなった。楊芷は庶人に落とされて金墉城に監禁され、後に殺害された。

### 2．291年6月：司馬亮・衛瓘・司馬瑋殺害
楊氏一派が粛清されると、汝南王司馬亮と太保衛瓘が朝政を司ることになったが、彼らは賈氏を警戒してその権限を抑え込んだので、賈南風はこれに不満を抱いた。また衛瓘については、武帝の時代に恵帝の廃嫡を進言した事があったので、特に強い恨みを抱いていた。そんな中、衛瓘と対立していた司馬瑋配下の岐盛が密かに「司馬亮と衛瓘は皇帝廃立を企んでいる」と嘘の情報を流すと、遂に賈南風は司馬亮らを除く事を決めた。
同年（元康元年）6月、賈南風は恵帝に詔を作らせ、司馬亮と衛瓘の逮捕を司馬瑋へ命じた。司馬瑋はこれに従って公孫宏と李肇に司馬亮府を包囲させ、清河王司馬遐に衛瓘の逮捕を命じた。司馬亮は李肇に捕縛されて殺害され、衛瓘もまた司馬遐に捕らえられて誅殺された。夜が明けると、太子少傅張華は賈南風の下へ赴き、独断で司馬亮・衛瓘を殺害した罪で司馬瑋を誅殺するよう進言した。賈南風は司馬瑋が権勢を握る事を危険視していたのでこれに同意し、今回の政変の罪を全て司馬瑋に擦り付けた。これにより、司馬瑋は謀反の罪で捕らえられて処刑された。

### 賈氏の時代
こうして、賈南風はその一族と共に天下をほしいままにする様になり、近臣が重職に就くようになった。特に甥の賈謐と大伯父の郭彰の権勢は皇帝を凌ぐ程であり、当時の人は賈謐と郭彰を併せて「賈郭」と呼び従い、彼らが乗る馬車が通過した後に路上に舞いあがる塵埃までを拝むほどに度を越した追従の様子は「後塵を拝する」という故事成句となって今日にまで伝わっている。賈謐と郭彰の屋敷は臣下の身分を越えた豪華さであり、自宅で宴会を催すと国中から人が押し寄せる程だった。また賈南風の淫虐は凄まじく、外で若い美男を見つけると宮中に招き入れて行為に及び、事が済むと口封じの為に殺害させた。ただ賈南風は政治については一切口出しをせず、賢臣の張華・裴頠・賈模らに全て委ねて国政を大いに安定させることに成功していた。

### 3．299年12月 - 300年3月：皇太子暗殺
皇太子司馬遹の母は淑妃（側室）の謝玖であり、賈南風の実子では無かった。その為、賈南風はかねてより彼の存在を快く思っていなかったが、賈南風には男子が生まれなかった。そこで彼女は秘かに妹の賈午の夫である韓寿の赤子を宮中に入れると、これを自らの子として司馬遹に代わって皇太子に立てようと目論んだ。当時、賈南風が司馬遹を廃そうとしているのは朝廷では誰もが知る所であり、重臣たちの間では密かに賈南風の廃位が幾度も議論されたが、結局実行には移されなかった。
元康9年（299年）12月、賈南風は司馬遹に酒を飲ませて酩酊状態に陥らせ、恵帝と賈皇后を廃するという内容の文章を書かせた。そして黄門令董猛を介してこの文章を恵帝に見せると、恵帝は司馬遹へ死を下賜すると宣言した。だが、重臣の張華と裴頠は文章の偽作を疑って頑なに反対し、賈南風も張華らへは一目置いていたので、ひとまず処刑を諦めて庶人に落とす事を決めた。永康元年（300年）1月、賈南風は宦官の一人に、司馬遹と謀反を図ったと嘘の発言をさせて自首させ、司馬遹を許昌宮に幽閉した。3月、かつて東宮（皇太子の住む宮殿）に仕えていた右衛督司馬雅・常従督許超は司馬遹復位を目論み、強大な兵権を握る趙王司馬倫に賈南風廃立の協力を要請した。司馬倫は一度はこれを快諾したが、腹心の孫秀はあえてこの謀略を賈南風に漏らす事で司馬遹を殺害するよう仕向け、これを大義名分として賈南風を廃して政権を掌握するよう勧めると、司馬倫は同意してこれを実行した。かくして賈南風はこの賈南風廃立と司馬遹復位の計画を伝えられると驚愕し、黄門孫慮に命じて司馬遹を殺害させた。

### 4．300年4月：賈南風殺害
4月、司馬倫は孫秀・右衛佽飛督閭和・梁王司馬肜・斉王司馬冏と共に司馬遹の仇を討つ事を大義名分として政変を決行し、恵帝の詔と称して近衛軍に傘下に入るよう命じ、さらに司馬冏に命じて百人を率いて宮中に入らせた。賈謐は異変に気付いて逃げようとしたが、兵士に囲まれてその場で殺された。賈南風も捕らえられ、庶人に落とされて金墉城に監禁され、賈氏一族も尽く捕らえられ処刑された。数日後、司馬倫は偽の詔を発し、尚書劉弘に金屑酒（金粉入りの毒酒）を金墉城に届けさせて賈南風を自害させ、司馬倫に恨まれていた重臣の張華と裴頠も殺害された。こうして賈氏一族の時代は終わりを告げた。

### 5．300年8月：司馬允殺害
賈氏一族を粛清した司馬倫は相国の地位に昇り、権力を手中に収めた。彼はひとまずは人心掌握と恵帝の補佐に務めていたが、次第に権力の独占を志向し、帝位簒奪の野心を抱くようになった。しかし、彼は才能に乏しく知略が無かったので、実際には側近の孫秀が百官を動かした。その為、衆望は次第に司馬倫ではなく孫秀の下に集まるようになり、司馬倫自身の求心力は全くと言っていいほど無かった。淮南王司馬允（恵帝の弟）は司馬倫の恵帝を蔑ろにする振る舞いに不平を抱き、排斥を目論んで秘かに決起兵を養ったが、司馬倫はこれを事前に察知し、その動向を大いに警戒していた。
8月、孫秀は偽の詔で司馬允を謀反人として弾劾したが、司馬允は先手を打って淮南兵と中護軍の兵を率いて司馬倫の謀反を宣言すると、司馬倫のいる相国府を攻撃した。司馬倫は迎撃に当たるも司馬允に連敗を喫し、これに対処する術が無かった。司馬允は雨のように弓弩を降らせ、司馬倫の部下は逃げまどって木の下に隠れ、全ての木に数百の矢が刺さるほどであった。宮中にいた中書令陳準は司馬允を援護しようと思い、白虎幡（晋代の皇帝の督戦の節）を司馬督護伏胤に渡して司馬允の陣に派遣した。だが、伏胤は裏では司馬倫と繋がっており、司馬允の陣に赴くと、迎え入れた司馬允を殺害した。これにより司馬允軍は瓦解し、あっけなく乱は鎮圧された。この一件の後、司馬倫は恵帝に九錫を下賜させ、帝位簒奪の準備を進めた。

### 司馬倫の帝位簒奪
永康2年（301年）1月、司馬倫は帝位簒奪を実行に移し、義陽王司馬威（司馬孚の曾孫）を宮殿に派遣して恵帝に禅詔（帝位を譲る詔）を書かせた。さらに左衛将軍王輿・司馬雅らに兵を与えて入殿させ、百官に対して禅譲に協力するよう命じた。こうして、司馬倫は太極殿に昇り、帝位に即いた。即位した司馬倫は群臣を懐柔しようとして官爵を濫発し、司馬倫一派はみな列卿や諸中郎将に任じられ、即位に協力した者も全て破格の抜擢を受け、奴隷や士卒であっても爵位が与えられたという。だが、あまりにもその数が多かったので、下賜する賞賜が巨額になって国庫が不足してしまい、封侯者に渡す印綬が足りなくなってしまった。また、政事については側近の孫秀が専断するようになり、司馬倫が出した詔令も孫秀によりしばしば書き変えられた。朝に出された勅命が夜には変えられることもあり、百官の異動も頻繁に行われ、洛陽朝廷は大いに混乱したという。

### 6．301年3月 - 4月：司馬倫殺害
当時、三王（斉王司馬冏・成都王司馬穎・河間王司馬顒）がそれぞれ強兵を擁して地方を治めており、司馬倫はこれを深く憂慮して彼らに官爵を与える事で懐柔を謀ると共に、補佐を名目として自らの臣下を三王の下へ派遣して監視に当たらせた。
3月、司馬冏は司馬倫の臣下を殺害すると、豫州刺史何勗・龍驤将軍董艾らと共に挙兵し、さらに司馬穎・司馬顒・常山王司馬乂・新野公司馬歆に使者を送って協力を呼びかけ、各地の将軍や州郡県国にも決起の檄文を送った。司馬穎・司馬乂・司馬歆はこれに呼応し、司馬顒だけは従わずに司馬倫を援護したが、やがて司馬冏が優勢である事を知ると寝返った。三王が挙兵したと聞いて司馬倫は驚愕し、三軍を南下させて司馬冏らの北上を防いだ。司馬冏の討伐に当たった張泓・司馬雅軍は陽翟・潁陰において連戦連勝であったが、次第に押し返されて潁水を挟んで膠着状態に陥った。司馬倫の討伐に当たった孫会・士猗・許超は黄橋で司馬穎軍に大勝したが、内輪揉めと油断から司馬穎の急襲を受けて湨水で大敗を喫した。これにより司馬穎は黄河を渡ると、洛陽へ逼迫した。
4月、司馬冏らの挙兵以後、洛陽の百官や諸将は司馬倫の敗亡を確信し、司馬倫と孫秀を殺害する機会を窺うようになった。司馬穎が洛陽に迫っている事が知れ渡ると、王輿と広陵公司馬漼は兵を率いて宮中へ向かい、まず諸将へ宮門を押さえさせ、さらに中書省を攻撃して司馬倫の側近である孫秀らを捕らえて処刑した。こうして洛陽を制圧すると、王輿は司馬倫へ恵帝を復位させる詔を書くよう強要し、その後金墉城に送還すると共に逆に恵帝を招き入れた。数日後、司馬倫は金屑酒を飲まされて自害させられた。司馬倫の死を聞き、司馬冏と対峙していた張泓らはみな投降し、司馬倫によって用いられた百官は罷免された。司馬冏らが挙兵してから司馬倫の敗亡まで60日余り、実に10万人以上が殺害されたという。

### 7．302年12月：司馬冏殺害
司馬冏は司馬倫討伐の功績により九錫を下賜され、輔政の任についたが、権力を握ってからは奢侈な生活を送るようになった。彼は皇宮に匹敵するほどの邸宅や館舎を大いに建築し、酒食に溺れる日々を送った。また、入朝を行わずに自らの府に百官を招いて政務を行い、皇帝の批准を仰がずに事案の決済を行い、官員の任用や免官も自らの判断で行った。これにより、民衆は大いに失望したという。群臣がこの事を度々諫めると、司馬冏はその意見に一定の理解を示したものの、結局行動を改めることはなかった。司馬冏の兄である東萊王司馬蕤はかねてより司馬冏に恨みを抱いていたので、王輿と共に司馬冏を倒す計画を練ったが、計画は事前に露見して司馬蕤は庶人に落とされ、王輿は三族と共に誅殺された。司馬蕤は上庸に移されたが、司馬冏は上庸内史陳鍾に命じて司馬蕤を暗殺した。
永寧2年（302年）12月、長安を守る司馬顒は司馬冏の専制を批判し、その罪状を上書して兵を挙げると、洛陽にいる司馬乂に司馬冏の討伐を命じ、自身は司馬穎・新野王司馬歆・范陽王司馬虓との合流を名目に、司馬乂と司馬冏の緒戦を静観した。司馬乂は司馬冏討伐の兵を挙げると、まず宮中に入って恵帝の身柄を確保し、次いで司馬冏のいる大司馬府を攻撃した。司馬冏は董艾に司馬乂を攻撃させたが、司馬乂は諸々の観閣や千秋門・神武門を焼き討ちさせた。夕方になると、城内では雨のように矢が飛び交い、炎の勢いは天まで届かん程となった。百官は消火に励んだが、その過程で次々に命を落とした。戦いは三日間続いたが、最終的に大司馬長史趙淵は寝返って司馬冏を捕え、司馬乂に投降した。司馬冏は閶闔門外で処刑され、司馬冏に協力した者達は三族を誅滅され、死者は二千人を超えた。

### 8．303年8月 - 304年1月：司馬乂・劉沈殺害
司馬乂はこの後も朝廷に留まったが、朝政を専断せずに政務の事案については全て鄴にいる司馬穎に報告して裁決を任せた。また、決して恵帝を蔑ろにする事は無かったので、部下や民衆からも大いに慕われ、名望・声誉は大変高かった。だが、司馬穎は驕奢に耽ったので、司馬冏の時代以上に政治が混乱するようになった。司馬顒は元々司馬乂が司馬冏に敗れて殺されたのを口実に司馬冏を討ち、その後司馬穎を擁立して自らは宰相となるのを計画していたので、現状に不満を抱いていた。その為、李含らを洛陽に派遣して司馬乂を襲撃させたが、事前に警戒していた司馬乂は彼らを捕らえて処刑した。司馬穎もまた権力の独占を画策していたので、朝廷に留まる司馬乂を邪魔に思い、密かに刺客を派遣して司馬乂の暗殺を目論んだが、失敗に終わった。
太安2年（303年）8月、司馬顒・司馬穎は李含らを殺害した事を口実に司馬乂討伐の兵を挙げ、これに対して恵帝は詔を発し、司馬顒らを弾劾して司馬乂に討伐を命じた。司馬穎配下の陸機軍20万が洛陽に迫ると、司馬乂は恵帝を奉じて陸機を迎撃してこれに大勝した。司馬乂はさらに司馬顒配下の張方軍7万を攻撃すると、張方の兵は皇帝の輿を見て恐れを為して逃走した。11月、張方は正攻法では洛陽を落とせないと考え、洛陽を包囲して兵糧攻めを行い、さらに千金堨（洛陽東の堰）を破壊して洛陽を水不足に陥れた。これにより洛陽城内は混乱し、米1石が1万銭まで高騰するようになった。永安元年（304年）1月、司馬乂は司馬穎軍に連戦連勝であったものの、合戦は長期に渡ったので城内は食糧が欠乏してしまい、洛陽城内にいる東海王司馬越は司馬乂には勝ち目がないと判断し、夜中に左衛将軍朱黙を始めとした殿中諸将と共に司馬乂を捕らえて金墉城に幽閉してしまった。これにより洛陽の城門は開かれ、張方は城内に入ると金墉城から司馬乂を連れ出し、自分の陣営で焼き殺した。なお、司馬乂の処刑を急いだ背景には、司馬乂を慕う洛陽の兵士達が幽閉された彼を取り返して司馬越や張方を討とうとしていると知った司馬越が張方にそのことを知らせたからだとされている。
これより以前の11月、司馬乂は洛陽の包囲を解く為、雍州刺史劉沈を長安へ進軍させた。この時、司馬顒は高平亭に駐屯して張方軍の後援となっていたが、劉沈挙兵の報を聞くと渭城に帰還して守備を固め、督護虞夔に迎え撃たせた。だが、虞夔は好畤で劉沈に敗北したので、司馬顒は大いに恐れて長安に退却し、張方を急いで洛陽から呼び戻した。劉沈は司馬顒が派遣してきた軍を幾度も破ると、遂に皇甫澹・衛博を長安門から城内へ侵入させた。彼らは奮戦して司馬顒の本陣まで迫ったが、劉沈本隊の到着が遅れたので、救援に来た馮翊太守張輔から挟撃を受けてしまい、軍は壊滅した。劉沈は敗残兵を率いて軍営に撤退したが、洛陽から帰還して来た張方が軍営を夜襲し、軍勢を壊滅させた。劉沈は逃亡するも捕らえられ、やがて処断された。

### 9．304年7月：司馬越敗北
乱が鎮まると司馬穎は丞相に任じられ、やがて皇太弟となった。司馬穎は一度は洛陽に身を置いたものの、すぐに再び鄴に戻って間接統治の形式を取った。司馬穎の奢侈は日に日に悪化し、自らが君主であるかのように振る舞い、殿中では司馬穎に嫌われていた者が処刑されるか異動を命じられ、宿衛兵も司馬穎の意に沿う者に入れ替えられた。これにより、民を大いに失望させた。
7月、司馬越は司馬穎の振る舞いに憤り、右衛将軍陳眕・殿中中郎逯苞・成輔・司馬乂の旧将上官巳らと共に司馬穎討伐を掲げて決起すると、恵帝を奉じて共に鄴へ向けて軍を発した。司馬穎は配下の石超に防戦を命じ、石超は蕩陰で皇帝軍を奇襲し、大勝を収めた。百官や侍御は慌てて四散してしまい、司馬穎は恵帝の身柄を確保して鄴に迎え入れた。司馬越は封国の東海へ帰還した。司馬穎は恵帝を擁するようになると、百官の役所を設置して自らの独断で任官や処罰を行った。

### 10．304年8月：司馬穎敗北
都督幽州諸軍事王浚は幽州で強大な兵権を持っていたが、かつて司馬穎らが趙王司馬倫を討伐した時は協力しなかったので、司馬穎はこれを怨み、機会があれば誅殺しようと考えていた。司馬穎は幽州刺史和演に密かに命を下し、烏桓単于の審登と協力して王浚を暗殺させようとした。だが、審登は寝返って王浚に計画を全てを話したので、王浚は東嬴公司馬騰と結託して和演を殺害した。
8月、王浚は司馬騰と連携を取り合い、司馬穎討伐を掲げて決起すると、段部・烏桓を含めた兵2万を率いて進軍を開始した。司馬穎は北中郎将王斌と石超・李毅らを派遣して王浚らを迎撃させたが、連敗を喫してしまい、王浚は勝ちに乗じて進軍して鄴に迫った。この時、司馬穎は匈奴の劉淵へ、五部匈奴を救援として引き連れてくるよう命じたが、劉淵は出征すると大単于を自称して晋朝から自立し、間もなく漢（後の前趙）の樹立を宣言している。鄴城内は戦々恐々とし、百官や士卒が逃走し始めてしまったので、司馬穎は盧志の進言により恵帝を連れて洛陽へ逃走した。洛陽に帰って以降司馬穎は失脚し、司馬顒配下の張方が兵権を握って専制したので政治に関与する事も出来なくなってしまった。

### 11．305年7月 - 306年12月：司馬穎・司馬顒殺害
張方は恵帝を無理矢理引き連れて長安への遷都を強行した。司馬穎は皇太弟から廃されて謹慎を命じられ、代わって司馬熾（後の懐帝）が皇太弟に立てられた。
永興2年（305年）7月、司馬越は恵帝の奪還を掲げて徐州で決起し、東平王司馬楙・王浚・范陽王司馬虓・平昌公司馬模らもまたこれに呼応した。司馬越は刺史以下の官員を皇帝の代行として任命するようになり、朝臣は長安から離れて司馬越の下に集うようになった。だが、豫州刺史劉喬は恵帝の命ではないとして司馬越からの任官を拒絶し、逆に兵を発して司馬虓の守る許昌を攻撃し、さらに劉喬の長男の劉祐には蕭県の霊璧で司馬越軍を防がせた。司馬越はこれに敗れ、蕭県から進めなくなった。東平王司馬楙もまた寝返って劉喬に呼応した。司馬顒は司馬越の決起を知ると、恵帝の詔を奉じて司馬越らに封国に還るよう命じたが、司馬越らは詔を無視した。10月、司馬顒は劉喬を鎮東大将軍に任じて仮節を与え、楼褒・石超・王闡らをその後援とした。劉喬は許昌を攻略して司馬虓らを河北へ敗走させたが、12月に司馬虓は王浚の援護を受けて反攻に転じ、河橋で王闡を・滎陽で石超を討ち取って劉喬を拠点の考城から撤退させた。さらに司馬楙を廩丘で撃破すると、司馬越と合流して譙県で劉祐を破って殺した。これにより劉喬軍は壊滅し、平氏へ逃走した。次いで、司馬越らは軍を併せて洛陽へ向けて進撃すると、洛陽の守将呂朗らは戦意喪失して投降した。こうして司馬越軍は洛陽に入った。
永興3年（306年）1月、劉喬の敗戦を聞くと司馬顒は恐れ、司馬越との和平を望むようになり、張方を殺害してその首を司馬越に送って和を請うた。だが、司馬越はこれに応じずに祁弘・宋冑・司馬纂に鮮卑兵を与えて長安攻略に向かわせた。4月、司馬越軍が函谷関に入ると、司馬顒は弘農郡太守彭随と北地郡太守刁黙に祁弘らの進軍を阻ませたが、5月に祁弘は彭随と刁黙に大勝し、函谷関を突破した。司馬顒はさらに馬瞻と郭伝を灞水に派遣して防戦させたが、馬瞻らは敗戦して兵は散亡した。司馬顒はこれを聞くと、遂に単身で太白山へ逃走してしまった。祁弘らが長安に入城すると、司馬顒の百官もまた山中に逃走した。祁弘らは恵帝を伴って東に帰還し、鎮西将軍梁柳に関中を守らせた。
同年（光熙元年）6月、司馬顒配下の馬瞻らは長安に入って梁柳を殺害し、太白山から司馬顒を迎え入れた。だが、弘農郡太守裴廙・秦国内史賈龕・安定郡太守賈疋らはこれに反発して挙兵し、馬瞻らを討伐した。司馬越もまた督護糜晃を派遣して司馬顒を攻撃させると、司馬顒は平北将軍牽秀を馮翊に駐軍させて糜晃を防がせたが、司馬顒の長史楊騰は隙を見て牽秀を殺し、投降してしまった。これにより、関中勢力は全て司馬越に帰順してしまい、司馬顒はただ長安だけを保つのみとなった。
9月、司馬穎は司馬顒の敗北後は逃亡生活を続けていたが、頓丘郡太守馮嵩により捕らえられて鄴城に送られ、翌月に長史劉輿により殺害された。11月、恵帝は餅を食べて中毒になり、顕陽殿で崩御した（司馬越による毒殺説もある）。12月、司馬越は朝廷の混乱を鎮める為、詔書を用いて司馬顒の罪を許して司徒に任じ、洛陽へ招聘した。司馬顒はこれを受けて洛陽に向かったが、司馬越の弟である南陽王司馬模はこれを認めず、密かに配下の梁臣を派遣して司馬顒を絞殺した。

### 12．311年1月 - 3月：司馬越憤死
恵帝の崩御に伴い懐帝が即位したが、実際には司馬越が権力を掌握していた。だが、懐帝は次第に自ら政治を行う事を望み、あらゆる事務に目を配ったので、司馬越は大いに不満を抱いた。懐帝が自らの側近である中書監繆播・太僕繆胤・散騎常侍王延・尚書何綏・太史令高堂沖らを政治の中枢に関わらせるようになると、司馬越はこれを不安視し、劉輿・潘滔と結託して繆播らに謀反の罪をでっち上げ、捕らえて処刑した。この一件により、司馬越は大いに衆望を失い、大いに猜疑の感情を抱かれる事となった。当時、連年に渡り続いた内乱の多くが宮中で起きていた事から、司馬越は保身の為に宿衛兵を全て罷免し、周りを自らの近臣のみで固めた。
司馬越と懐帝は、権力闘争の合間に漢と戦う状況で、急速に勢力を拡大する漢を前に対策は後手に回った。永嘉3年（309年）、洛陽に迫った漢軍を撃退したが、華北では敗退が続いた。他方、巴蜀では成漢が勢力を拡大し、西晋は統一政権の実態を失いつつあった。
永嘉4年（310年）6月、漢の劉淵が死去し、内紛が起きたが、西晋はこの好機を生かすことはできなかった。司馬越は事態を打開しようと、洛陽の兵を用いて兗州・豫州で乱を為している石勒を討とうと考えた。懐帝は洛陽の守りを薄くする事に猛然と反対したが、司馬越は聞き入れずに出発した。司馬越は人望・名声のある者を全て従軍させたので、洛陽は官員がいなくなって警護が不足し、宮中でも盗賊や人殺しが横行するようになった。司馬越は東に軍を発すると項県に駐軍し、司馬越は四方に羽檄を放って共に石勒を討つよう呼びかけたが、これに応じる者はいなかった。司馬越は漢を攻撃したものの、歯が立たなかった。鎮東将軍の周馥は、懐帝に寿春への遷都し、避難するよう上奏したが、司馬越は越権行為と判断して周馥を攻撃し、建業に駐屯する司馬睿も司馬越に同調した。
永嘉5年（311年）1月、司馬越の側近である司馬潘滔や尚書劉望らは共謀し、司馬越と対立していた青州刺史苟晞を誣告して陥れようとした。苟晞はこれに激怒し、諸州に檄を飛ばして司馬越の罪を並べ立てた。懐帝もまた司馬越の専横に不満を抱いていたので、苟晞に密詔を与えて司馬越討伐を命じた。司馬越はこの事を知ると、檄を飛ばして苟晞の罪状を述べ、従事中郎楊瑁・徐州刺史裴盾に苟晞を攻撃させた。3月、懐帝は公然と司馬越討伐の詔を方鎮（地方軍長官）に下した。司馬越は憂憤の為に病に罹り、間もなく項城において急死した。

## 八王の乱後
八王の乱の際、諸王は異民族の傭兵を戦場に投入した。一見磐石に思えた晋の急速な弱体化は、内乱に参加した異民族に独立への野心を与えることとなる。やがて、それは八王の乱中の304年における匈奴の劉淵の漢（前趙）の建国へとつながり、中国全土を巻き込む内乱（永嘉の乱）へと発展していった（八王の乱の終盤は永嘉の乱が同時に進行しているが、八王の乱に明け暮れる西晋はこれに対処する術をもたなかった）。
そんな折の永嘉5年（311年）3月、前述のように懐帝と司馬越が対立し、懐帝はもっぱら司馬越を討とうとしていた。そして司馬越の討伐命令が出され、逃亡先で司馬越が病死したことは漢軍を勢いづかせ、石勒は司馬越亡き後の西晋軍を攻めて大勝し、その将士10余万を捕殺するという大戦果を挙げた。これにより西晋は抵抗力と統治力を完全に失い、司馬越の死からわずか3カ月後の6月に洛陽は陥落した。懐帝は漢の都の平陽（現在の山西省臨汾市堯都区）に連行された後の永嘉7年（313年）1月に処刑され、懐帝の甥の愍帝が長安で残党により同年4月擁立されるも、この政権は長安周辺だけを支配するだけの地方政権でしかなく、全国政権だった西晋は洛陽陥落により事実上死に体となった。
愍帝も建興4年（316年）11月に漢の劉曜に攻撃されて投降し、平陽に拉致されて建興5年（317年）12月に殺されて完全に西晋は滅亡した。こうして時代は五胡十六国時代へと突入していく。
司馬懿の四男である司馬伷の孫にあたる琅邪王司馬睿は、恵帝が即位した太熙元年（290年）に15歳の若さで王位を継いだばかりで八王の乱に深く関わることなく、司馬越と司馬穎の争いの混乱に乗じて封国の琅邪に帰還すると、司馬越から安東将軍・都督揚州諸軍事に任ぜられたのを口実に江南の建業に駐屯していた。西晋が滅亡した時点で江南には五王が滞在していた（五馬渡江）が、丞相・大都督・中外諸軍事に任じられて江南の平定にあたっていた司馬睿が新しい皇帝に擁立された（東晋）。
一方、丞相・大都督・陝西諸軍事に任じられて西方の平定にあたっていた南陽王司馬保（父である司馬模は洛陽の陥落直後に劉曜が一時長安を占領した際に殺害されていた）は長安の西にある上邽に駐屯していた。西晋の滅亡後、司馬睿の即位を認めずに自ら晋王を称して皇帝に即位する動きを見せたが、大興3年（320年）には配下の裏切りによって殺害されてその勢力は崩壊、華北における晋の皇族は事実上消滅した。